# Мар'ян Козина
Мар'ян Козина (словен. Marjan Kozina 4 червня 1907 — 19 червня 1966) — словенський композитор, один з видатних словенських композиторів XX століття. Відомий як автор симфонії, що складалася в перші повоєнні роки; єдиної опери « Еквінокс» (1943), двох балетів початку 1950-х і музики до фільму «На своїй землі», пізніше переробленої в сюїту для оркестру. Перший художній керівник симфонічного оркестру Словенської філармонії в 1947–1950 рр.

## Життєпис
Народився в Ново-Место в музичній сім'ї. Вивчав в Любляні філософію і математику, захоплювався грою на скрипці і фортепіано. Закінчив Віденську консерваторію в 1930 як композитор, в Празі вивчав диригентське мистецтво і мистецтво композиції.
У 1932 — 1934 працював у Люблінській та Маріборській операх, а також в музичному товаристві Марибора. 
У 1940–1943 і 1945–1947 — викладач Музичної академії в Белграді.
Під час Другої світової війни його будинок був розбомблений, а дружину заарештували гестапівці. 
З вересня 1943 Козина перебував у лавах югославських партизанів. 
У 1948 очолив Словенський філармонічний оркестр (або симфонічний оркестр Словенської філармонії), в 1951 став професором Музичної академії Любляни. 
У 1953 обраний до Словенської академії наук і мистецтв. 
Жив і займався творчістю в Нове-Місто і Тршке-Горі до кінця своїх днів.

## Творчість
У 1940 — 1943 Козина писав лібрето до своєї єдиної опери «Еквінокс», заснованої на п'єсі Іво Войновича. 
Перед тим, як піти до лав партизанів, він сховав лібрето в саду, закопавши в землю, щоб не втратити під час війни цінні документи. 
У травні 1946 оперу поставили в Люблінському оперному театрі, а в 1948 Козина був удостоєний престижної премії Франца Прешерна. Однак головним внеском Козини до словенської симфонічної музики є симфонія з чотирьох частин, які самі по собі є симфонічними поемами — це «Біла Країна» (1946), «Гора Ілова» (1947), «Полеглим» (1948) і «До моря» (1949). 
Перша частина, «Біла Країна», є найбільш відомим післявоєнним словенським симфонічним твором, який виконувався всіма відомими музичними колективами Словенії та за допомогою різних інструментів (від духових до акордеона). Вся симфонія виконується дуже рідко.
Козина є також автором балетів «Казки про горянців» (1952 — 1961) і «Діптіхон» (1952), музики до фільмів «На своїй землі» (1948), «Кекец» (1951), «Долина світу» (1956) та інших творів. Писав багаторазово статті про музику і естетику, ролі мистецтва і художника в сучасному світі. Переклав низку романів, щоденників і відгуків експертів про твори мистецтва. Автор вокальних творів — «Балада Петріци Керемпуха» (1939), «Льопа Віда» (1939), «Тлака» (1956) і «Чотири китайські мініатюри» (1955); низки хорових вокальних творів про партизанів — «Встань, молодь» (1946), «Кузня» (1948), «Вітчизна» (1957), «Гей, товариші» (1947) і т. д.

## Нагороди
- Премія Франца Прешерна (1948)
- Премія Трдіни (1956)
- Премія «Золота арена» за кращу музику до фільму (1956)

## Пам'ять
- Іменем Мар'яна Козини названа премія кращим диригентам Словенії.
- З 1970 ім'я Мар'яна Козини носить вулиця в Ново-Место; в 1971 там був встановлений бронзовий бюст композитора (скульптор Зденко Калін). Також ім'я Козини носить музична школа в Ново-Место.
- У 2007 був знятий документальний фільм про Мар'яна Козину, а в Ново-Место пройшли пам'ятні заходи.
- 13 січня 2008 великому залу Люблінської філармонії присвоєно ім'я Мар'яна Козини.